# Nana Ichise
Nana Ichise (市瀬 菜々 Ichise Nana?), född 4 augusti 1997, är en japansk fotbollsspelare som spelar för Mynavi Vegalta Sendai.
Nana Ichise spelade 6 landskamper för det japanska landslaget. Hon deltog bland annat i Asiatiska mästerskapet i fotboll för damer 2018.